# The King's Stamp (compositie)

Benjamin Britten componeerde The King's Stamp in mei 1935.
Het is filmmuziek behorende bij een documentaire van GPO Film Unit, als bijdrage aan het 50-jarig jubileum van George V van Engeland. Het verhaal van de documentaire vertelt over de ontwikkeling en maak en distributie van een speciale postzegel ter gedachtenis aan dat feest. Het werk kan gezien worden als Brittens eerste filmmuziek. De filmmuziek geeft de processen op een muzikale wijze weer (machinegeluiden van persen, de litho etc).
Het werk duurt ongeveer een kwartier en bestaat uit tien deeltjes:
1. Part one:
  1. Allegro molto alla marcia
  2. Allegro: 'Opening door...'
  3. Allegretto: 'Messenger boy'
  4. Lento ma non troppo: 'Entry to lithographic works'
  5. Allegro moderato: 'Stamp factory-machine starts'
2. Part two:
  1. Minuet: Andante lento
  2. Allegretto: 'Train sequence'
  3. Allegretto: 'Parliament - The stamp bill'
  4. Allegro
  5. Allegro moderato alla marcia

De muziek werd op 17 mei 1935 opgenomen met een ensemble met het volgende instrumentarium:
- 1 dwarsfluiten tevens piccolo, 1 bes-klarinet, 1 A-klarinet,
- percussie bestaande uit triangel, kleine trom, grote trom, bekken, woodblock, 2 piano's

## Disocgrafie
- Uitgave NMC Recordings